# Мост Марка Пименова
Мост Марка Пименова (бывшие названия: Средний, Пименовский, Зарецкий) — один из старейших мостов в городе Петрозаводске через реку Лососинку, на улице Луначарского.

## История
Назван в честь первого Почётного гражданина Петрозаводска, известного в XIX веке петрозаводского предпринимателя и мецената — купца 1-й гильдии вепсского происхождения Марка Пименовича Пименова (1799—1865).
Построен в 1848 году петрозаводским купцом первой гильдии Марком Пименовым. Это был деревянный мост на каменных устоях. Мост проходил рядом с собственным домом Пименова, позже безвозмездно переданным им под детский приют (сейчас это медучреждение на улице Луначарского).
В 1859 году М. П. Пименов безвозмездно передал мост в собственность города.
В 1910 году этот мост стал частью плотины Петрозаводской городской общественной гидроэлектростанции, сохранив своё прямое назначение — проезд и проход через реку.
До революции 1917 года название моста «Пименовский» употреблялось в качестве адреса местожительства. На плотине были здания и сооружения. В 1910-е годы по адресу «Пименовский мост» проживал Лусман Альфред Семёнович, помощник заведующего электрической станцией.
23 октября 1918 года распоряжением исполкома Петрозаводского городского совета Пименовский мост был переименован в Зарецкий мост.
В 2007 году мост был отремонтирован.
11 июня 2013 года Постановлением Администрации Петрозаводского городского округа мосту было присвоено наименование «Мост имени Марка Пименова».
20 апреля 2015 г. был установлен памятный знак-указатель «Мост имени Марка Пименова».
По мосту Марка Пименова проходили до 25 декабря 2017 года три маршрута общественного транспорта (в сторону площади Кирова) — троллейбус № 4, автобус № 19 и 25. Маршруты были отменены по причине износа моста.

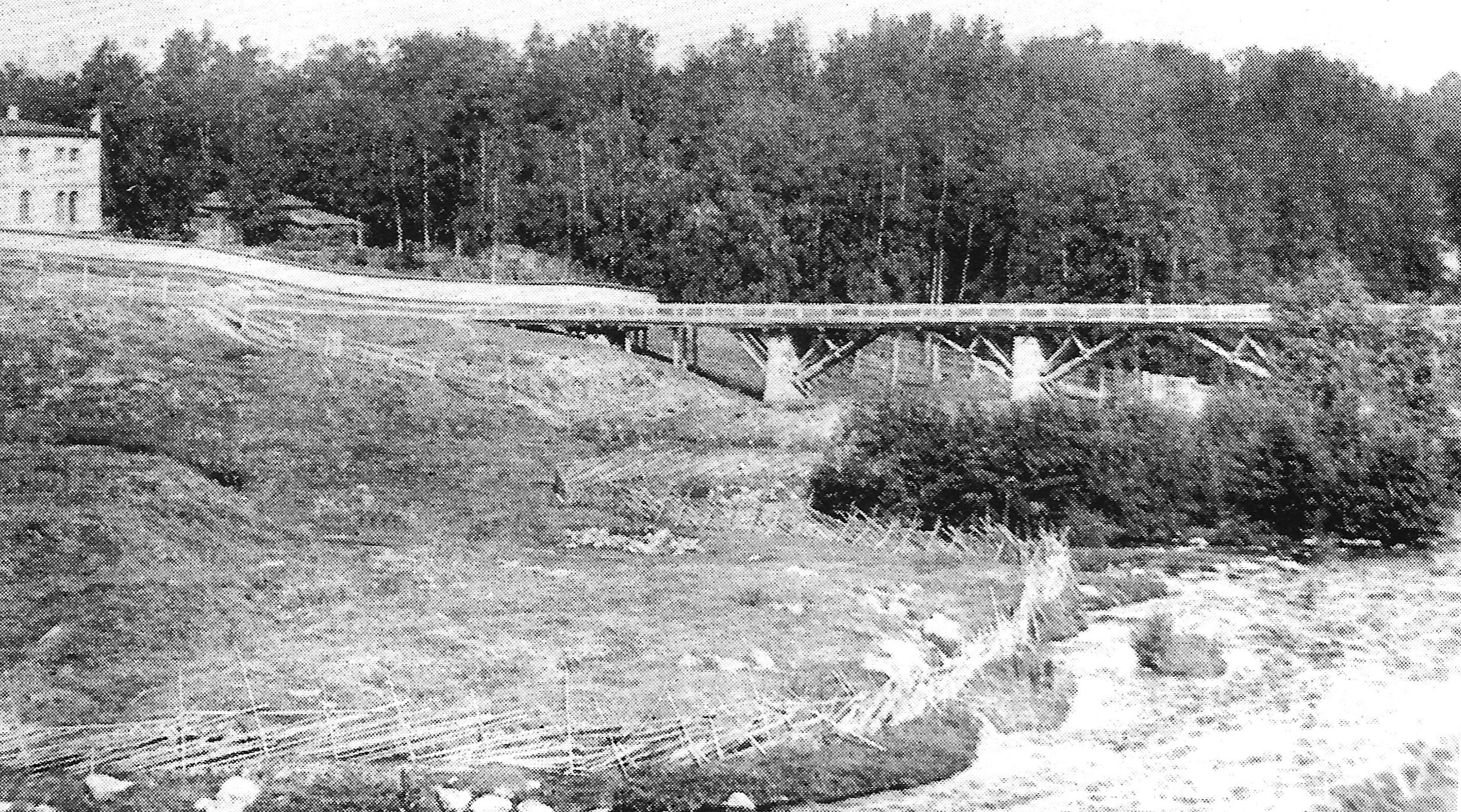
Мост в 1901 году
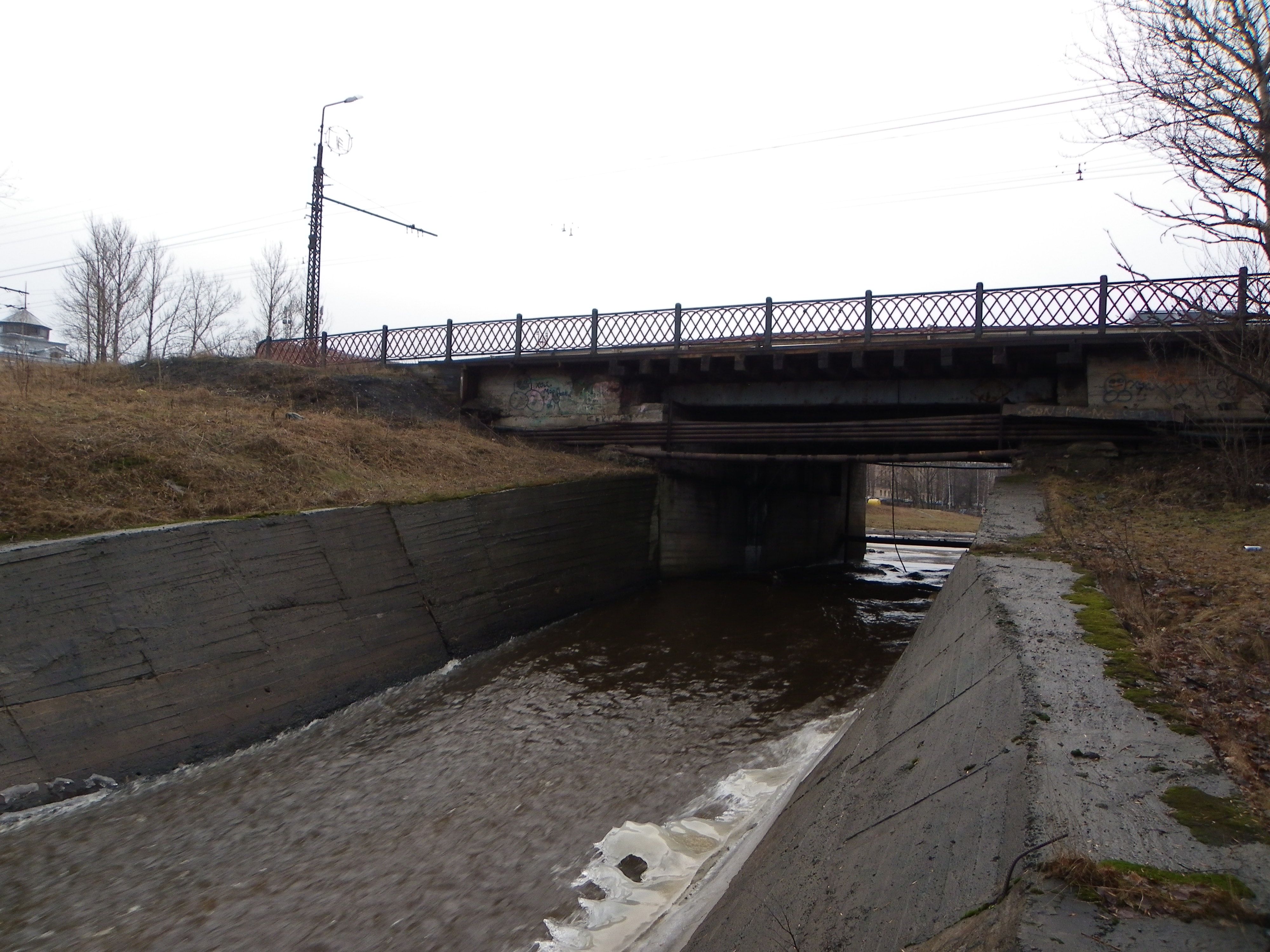
Вид со стороны озера
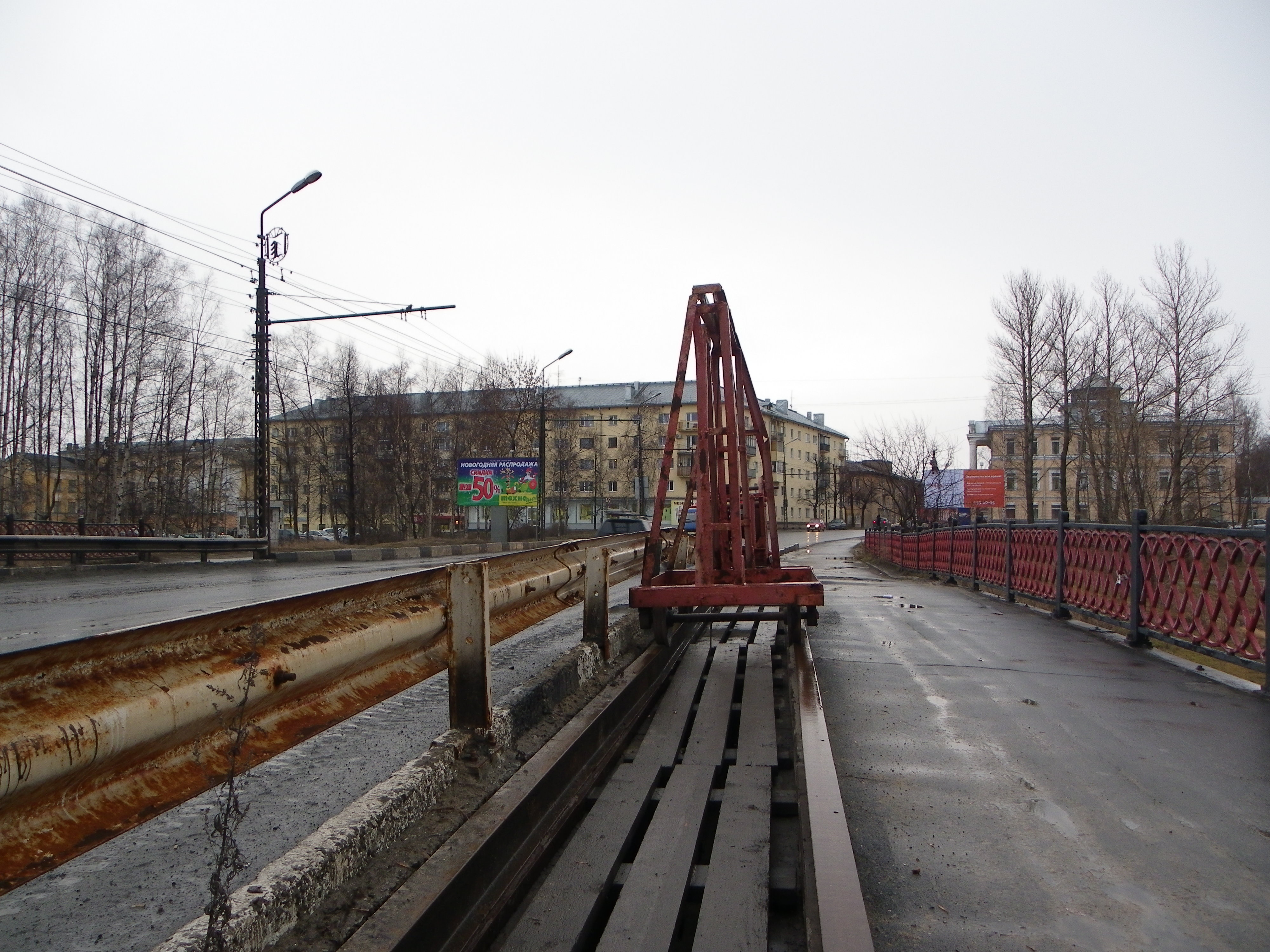
Запорный механизм плотниы
Мемориальная табличка